# Héctor Cazenave

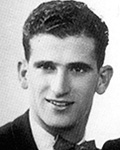
Cazenave

Héctor Cazenave (* 13. April 1914 in Montevideo; † 27. September 1958) war ein uruguayischer Fußballspieler, der in der zweiten Hälfte der 1930er Jahre in Frankreich spielte und 1937 die französische Staatsbürgerschaft angenommen hat.

## Vereinskarriere
Héctor Cazenave, teils auch als Jéctor Cazenave geführt, wuchs in Uruguay auf; als junger Mann gehörte er in den Jahren 1934 und 1935 dem Kader von Peñarol Montevideo an. 1935 feierte er mit den Aurinegros den Gewinn der Landesmeisterschaft. 1936 kam er auf Vermittlung eines Landsmannes, der beim FC Sochaux eine Trainer- und Beraterfunktion innehatte, zu dem ostfranzösischen Erstligisten. In der Saison 1936/37 konnte er allerdings zu Sochaux' Vizemeisterschaft nur bei einem einzigen Punktspieleinsatz beitragen; auch im Pokalwettbewerb dieser Saison stand er weder beim 2:1-Finalsieg gegen Racing Strasbourg noch in einem der vorangehenden sechs Hauptrundenspiele in der ersten Elf, und Einwechslungen gab es damals noch nicht.
Dieser Reservistenstatus änderte sich im Sommer 1937 schlagartig, obwohl es in der international besetzten Mannschaft um die Schweizer Angreifer Roger Courtois und André Abegglen, in der auch weitere Spieler vom Río de la Plata wie Pedro Duhart, Miguel Lauri oder Ramón Ithurbide standen – die Mehrzahl von ihnen mit französischen Vorfahren –, eine starke Konkurrenz gab. Der solide rechter Verteidiger Héctor Cazenave setzte sich von Saisonbeginn an durch und bildete – sehr bald auch in der Nationalelf – gemeinsam mit Étienne Mattler und Torhüter Laurent Di Lorto einen geschlossenen Abwehrblock, der von der Presse etwas martialisch auch als „Maginot-Linie“ charakterisiert wurde. Diese Saison schloss der FC Sochaux mit dem Meistertitel ab, wobei er sich sowohl auf den torhungrigsten Angriff (69 Treffer) als auch auf die stärkste Abwehr der Liga (26 Gegentore in 30 Punktspielen) stützen konnte. Cazenave war in 29 der 30 Ligaspiele zum Einsatz gekommen.
Die folgende Spielzeit 1938/39 war für ihn weniger erfolgreich, denn Sochaux, geschwächt durch mehrere Abgänge von Stammspielern, stand nach der Hinrunde auf einem Abstiegsplatz der Division 1und konnte sich bis zum Saisonende nur noch auf Rang 6 vorarbeiten. Im Herbst 1939 führte der bevorstehende Kriegsausbruch dazu, dass die Elf regelrecht auseinanderfiel und am Spielbetrieb der notgedrungen dreigeteilten Liga nicht mehr teilnehmen konnte: viele französische Staatsangehörige wurden zur Armee einberufen, andere Spieler wie der Österreicher Camillo Jerusalem in Lagern für „feindliche Ausländer“ interniert, und mehrere von Sochaux' Südamerikanern, darunter auch Héctor Cazenave, zogen es vor, in ihr Herkunftsland zurückzukehren. Cazenave spielte dort anschließend noch von 1940 bis 1943 in 68 Spielen für Defensor.

## In der Nationalmannschaft
Im Oktober 1937 debütierte Cazenave gegen die Schweiz in der französischen A-Nationalelf und bildete auch dort mit seinen Vereinskameraden Étienne Mattler und Laurent Di Lorto ein dermaßen gut eingespieltes Defensivdreieck, dass er auch in sämtlichen folgenden Länderspielen der Saison auf der rechten Abwehrseite an Stelle der Stammverteidiger Jules Vandooren und Maurice Dupuis aufgestellt wurde. In seinen sechs Spielen bis einschließlich Mai 1938 gewann Frankreich vier Begegnungen, spielte gegen den amtierenden Weltmeister Italien unentschieden und verlor lediglich gegen England; eine solch erfolgreiche Serie hatten die Bleus seit 1904 noch nie gespielt. Deshalb gehörte Héctor Cazenave im Juni auch zum französischen Aufgebot für die Weltmeisterschaft 1938. Bei dem Endrundenturnier im eigenen Land bestritt er ebenfalls beide Spiele der Franzosen (3:1-Sieg über Belgien und im Viertelfinale 1:3 gegen Italien). Anschließend wurde er vom Nationalmannschafts-Sélectionneur Gaston Barreau nicht wieder berücksichtigt.

## Palmarès
- Uruguayischer Meister: 1935
- Französischer Meister: 1938
- Französischer Pokalsieger: 1937 (aber ohne Einsätze)
- 8 A-Länderspiele für Frankreich Oktober 1937 bis Juni 1938, WM-Teilnehmer 1938